# Prueba Villafranca de Ordizia 2009
La Prueba Villafranca de Ordizia 2009, ottantaseiesima edizione della corsa e valida come evento dell'UCI Europe Tour 2009 categoria 1.1, si svolse il 25 luglio 2009 su un percorso totale di 165,7 km. Fu vinta dallo spagnolo Jaume Rovira Pous che terminò la gara in 3h52'20", alla media di 42,792 km/h.
Al traguardo 83 ciclisti portarono a termine il percorso.

## Ordine d'arrivo (Top 10)
| Pos. | Corridore           | Squadra        | Tempo    |
| ---- | ------------------- | -------------- | -------- |
| 1    | Jaume Rovira Pous   | Andorra        | 3h52'20" |
| 2    | Joaquim Rodríguez   | C. d'Epargne   | s.t.     |
| 3    | Pablo Urtasun       | Euskaltel      | a 16"    |
| 4    | Manuel Ortega Ocaña | Andalucia      | s.t.     |
| 5    | Luis Ángel Maté     | Diquigiovanni  | s.t.     |
| 6    | Daniel Moreno       | C. d'Epargne   | s.t.     |
| 7    | Ángel Vallejo       | Andorra        | s.t.     |
| 8    | Jesús del Nero      | Fuji-Servetto  | s.t.     |
| 9    | Michele Scarponi    | Diquigiovanni  | s.t.     |
| 10   | Alex Caño           | Col. es Pasión | s.t.     |